# Стъкления
„Стъкления“ (на английски: Glass) е американски филм от 2019 г. със сценарист и режисьор М. Найт Шаямалан. Продължение е на филмите „Неуязвимият“ (2000) и „На парчета“ (2016). Главните роли се изпълняват от Брус Уилис, Самюъл Джаксън, Джеймс Макавой, Аня Тейлър-Джой и Сара Полсън.

## Заснемане
След седмица репетиции снимките на филма започват на 2 октомври 2017 г. във Филаделфия. На 12 декември Шаямалан разкрива, че е планирано да бъдат заснети четири сцени през януари 2018 г., за които ще се наложи да пътува.